# ハンナ・ハツコ
ハンナ・ハツコ（Hanna Hatsko、1990年10月3日 - ）は、ウクライナ・ザポリージャ出身のやり投を専門とする女子陸上競技選手。ロンドンオリンピックおよび2013年世界陸上競技選手権大会に出場した。

## 主な成績
| 年     | 大会                                       | 開催地                | 順位       | 成績  |
| ------ | ------------------------------------------ | --------------------- | ---------- | ----- |
| 2009年 | ヨーロッパジュニア陸上競技選手権大会       | セルビア ノヴィ・サド | 10位       | 47m56 |
| 2010年 | ヨーロピアンカップ・ウィンタースローイング | フランス アルル       | 6位        | 54m16 |
| 2011年 | ヨーロピアンカップ・ウィンタースローイング | ブルガリア ソフィア   | 1位        | 58m35 |
| 2011年 | ヨーロッパ陸上競技U23選手権                | チェコ オストラヴァ   | 5位        | 55m58 |
| 2012年 | オリンピック                               | イギリス ロンドン     | 22位（予） | 58m37 |
| 2013年 | 世界選手権                                 | ロシア モスクワ       | 18位（予） | 58m63 |